# Gałki (Węgrów)
Pour les articles homonymes, voir Gałki.
Gałki (prononciation : [ˈɡau̯ki]) est un village de polonais, situé dans la gmina de Grębków de la Powiat de Węgrów et dans la voïvodie de Mazovie dans le centre-est de la Pologne.
Il se situe à environ 7 kilomètres au sud-est de Grębków, 18 kilomètres au sud de Węgrów, et 69 kilomètres à l'est de Varsovie.

## Histoire
De 1975 à 1998, le village appartenait à la voïvodie de Siedlce.